# 렙랩 프로젝트

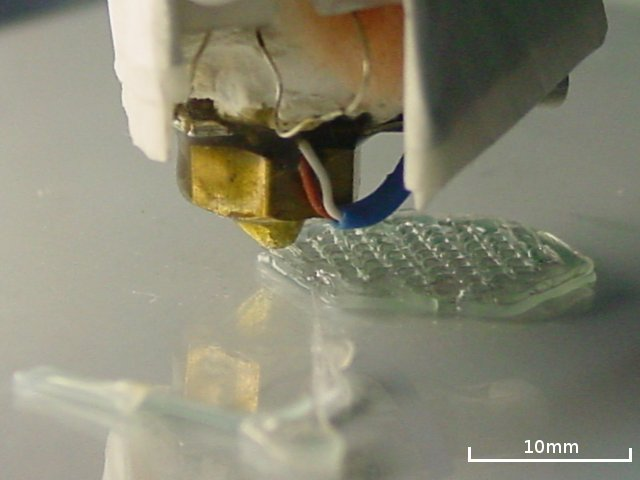
렙랩 1.0이 물체를 만들고 있다.

렙랩 프로젝트(RepRap Project)는 영국에서 시작된 3D 프린터 개발을 위한 커뮤니티 프로젝트이다. 렙랩은 첨삭가공 기법인 용착 조형 공정(FDM)을 사용한다. 프로젝트는 이를 FFF (Fused Filament Fabrication)라 부르는데, 이는 FDM(fused deposition modeling)이라는 용어에 관한 상표 문제를 미연에 막기 위함이다.
개방형 디자인으로서 이 프로젝트의 모든 디자인들은 자유 소프트웨어 사용권인 GNU GPL로 배포된다. 또한 많은 부품들이 플라스틱으로 만들어져, 부품을 인쇄해 자가 보수가 가능하고, 새로운 렙랩 프린터를 만들 수도 있다.

## 같이 보기
- 3차원 인쇄